# Wełyki Moszky
Wełyki Moszky (ukr. Великі Мошки) – wieś na Ukrainie, w obwodzie żytomierskim, w rejonie korosteńskim, w hromadzie Owrucz. W 2001 liczyła 227 mieszkańców, spośród których 226 wskazało jako ojczysty język ukraiński, a 1 rosyjski.